# Aída Olivier
Pour les articles homonymes, voir Olivier (homonymie).
Aída Olivier (1911, Buenos Aires - 2 août 1998, Buenos Aires) est une danseuse argentine, meneuse de revue et actrice de cinéma et de théâtre.

## Biographie
Sa famille est d'origine française. Elle est connue en particulier pour s'être produite au Teatro Maipo dans les années 1920 et 1930. Elle fait ses débuts au cinéma en 1935 dans le film Noches de Buenos Aires (es), réalisé par Manuel Romero et deux ans plus tard elle apparaît dans Busco un marido para mi mujer (es) sous la direction d'Arturo S. Mom. Dans les années 1930, elle est en couple avec Pepe Arias, apparaissant avec lui dans Maestro Levita (1938), puis en 1950, elle est en couple avec Arturo García Buhr (es) qui s'est séparé de Tita Merello.
Poursuivis par le gouvernement de Juan Perón en raison de ses convictions politiques, elle et Arturo s'enfuient au Chili en 1951 puis s'installent en Uruguay avant de retourner en Argentine en 1955 après la chute du gouvernement. Buhr met fin à ses jours le 4 octobre 1995.
Elle est enterrée dans le panthéon de l'Association argentine des acteurs (SADAIC) au cimetière de la Chacarita.

## Théâtre
- El coral (1933)
- Revistas varias (1935)
- Jugando pasa la vida (1939)
- ¡Decimelo con música! (1940)
- ¡Tres cosas hay en la vida! (1940)
- Quo vadis Argentinus (1944)
- Mis amadas hijas (1944)
- La invasión del buen humor (1944)
- ¡Hay “ensueños" que son mulas! (1946)
- ¡Que frío andar si casco! (1946)
- La Petite Hutte (1951)
- Rigoberto (1951)
- El hombre del paraguas (1957)
- Mi mujer, la sueca y yo (1967)
- Nosotros dos (1994)

## Filmographie
- Noches de Buenos Aires (1935)
- Busco un marido para mi mujer (1938)
- Maestro Levita (1938), Isabel
- Mi novia es un fantasma (1944), elle-même
- Mi mujer, la sueca y yo (1967)